# Symfonie nr. 4 (Bax)
Arnold Bax voltooide zijn Symfonie nr. 4 in februari 1931. Als Bax opus-nummering had aangehouden dat was dit ongeveer nummer 307 geworden.

## Geschiedenis
Bax verbleef tijdens de herfst en winter vaak aan de westkust van Schotland in Morar. Zijn vierde symfonie kwam daar dan ook tot stand in die seizoenen van 1930. Toch kan niet gezegd worden dat de symfonie geheel in dat dorp is geschreven, Bax componeerde het hele jaar door en rondde in Morar vaak de geschreven stukken af, daarbij ondersteund door vriendin Mary Gleaves. Om het geheel dan nog duidelijk en uitgewerkt op papier te krijgen werden Paul Corder en Marjorie McTavisch ingeschakeld. Paul Corder is de zoon van Bax’s leraar Frederick Corder, McTavish was een muzieklerares en vriendin. Deze symfonie is dan ook opgedragen aan Paul Corder. De inspiratie voor deze symfonie haalde Bax uit een liefdesaffaire, maar ook uit de zee. Dat laatste is terug te voeren naar een verblijf in Glencolumcille in Ierland; Bax moest twee maal de Ierse Zee over. En natuurlijk de zee die tegen de rotsen van west Schotland slaat. De eerste uitvoering vond echter geheel ergens anders plaats. In San Francisco gaf Basil Cameron de première in 16 maart 1932 (San Francisco Symphony Orchestra). Malcolm Sargent verzorgde de Britse première in december 1932. Sommige critici konden Bax niet geheel volgen, men vond zijn symfonieën onsamenhangend, waarop Bax pareerde dat, muziek die niet door emotie aangedreven werd nauwelijks zeggingskracht had. Deze symfonie werd al vrij snel gepubliceerd, ook in klein formaat (1934). Musici klaagden ook over Bax' muziek; het stond in de vreemdste toonsoorten; eentje staat in Fes-groot!

## Muziek
De symfonie kent de traditionele vierdelige opzet, maar de twee laatste delen zijn aan elkaar gekoppeld:
1. Allegro moderato (circa 17 minuten)
2. Lento moderato - Piu mosso - Poco largemente - Tempo I (circa 14 minuten)
3. Allegro - Allegro scherzando - Piu largamente – Vivo (Tempo di marcia trionfale) (circa 10 minuten)

De symfonie begint groots met de strijkinstrumenten en houtblazers ondersteund door het orgel, Bax benadrukte door het orgel het belang van het begin. Bax schreef erover: "Een ruwe zee bij vloed op een zonnige dag". Het gehele eerste wiegt, soms in een driekwartsmaat, soms in een vierkwartsmaat, dat wiegen staat voor de zee. Ook qua dynamiek wiegt de muziek; de golven zijn duidelijk hoorbaar. Het geheel wordt dan ook nog eens ondersteund door zes hoorns. Een tweede motief is te vinden in de hobopartij en later ook de strijkers. Deel een eindigt triomfantelijk door koperblazers die het werk afsluiten in een serie majeur-akkoorden. Het koper en met name de tuba hebben een belangrijke rol in dit werk. Beluistering levert een overeenkomst op met een thema uit Antonín Dvořáks negende symfonie; het ritme en de intervallen vertonen gelijkenis.
Na het uitbundige eerste deel volgt dan het ingetogen tweede. De zee is kalmer geworden. Bax grijpt in dit deel terug naar een eerder werk van hem voor piano: A romance (gecomponeerd voor een andere levensgezel: Harriet Cohen); hij citeerde zichzelf. Na het korte citaat pakt hij zijn vierde symfonie gewoon weer op.
Deel drie vormt de afsluiting van het geheel en heeft dezelfde uitbundigheid als deel een. Een belangrijke rol zijn in het rustige gedeelte weggelegd voor dwarsfluit en harp, over romantiek gesproken. De finale wordt gevormd door de koperblazers met hun akkoorden en ook hier ondersteund door het orgel; het levert een massief slot in marsvorm op.

## Orkestratie
- 1 piccolo, 3 dwarsfluiten, 2 hobo’s, 1 althobo, 3 klarinetten, basklarinet, 2 fagotten, contrafagot;
- 6 hoorns, 3 trompetten, 3 trombones, tuba, tenortuba;
- pauken, grote trom, kleine trom, tamboerijn, bekkens, gong, xylofoon, glockenspiel, celesta, harp, orgel
- violen, altviolen, celli en contrabassen.

## Discografie
- Uitgave Chandos: Ulster Orchestra o.l.v. Bryden Thomson; opname 10 en 11 april 1983; opnamen nog voor elpee; in 1985 volgde de cd.
- Uitgave Chandos: BBC Philharmonic o.l.v. Vernon Handley (2003)
- Uitgave Naxos: Royal Scottish National Orchestra o.l.v. David Lloyd-Jones.

Het album dat de meeste indruk heeft gemaakt was de uitgave van Chandos met Thomson. Het was voor het platenlabel en ook voor de luisteraars een van de eerste Britse symfonieën die Chandos uit het (toen nieuwe) medium compact disc uitbracht. Chandos is een platenlabel dat bekendstaat om haar heldere opnamen en de opname van een werk over de zee kan daar baat bij hebben. Het muzikale tijdschrift Grammophone vond de opname onder leiding van Handley, die een complete box opleverde in het kader van de 50-ste sterfdag van de componist, zo goed, dat ze hem opnam in diverse onderscheidende rubrieken als Keuze van de uitgever en 100 belangrijkste uitvoeringen. Ook de uitvoering op Naxos werd geroemd, mede vanwege de prijs / kwaliteitsverhouding.